# Oikos International
 (septembre 2012).
Si vous disposez d'ouvrages ou d'articles de référence ou si vous connaissez des sites web de qualité traitant du thème abordé ici, merci de compléter l'article en donnant les références utiles à sa vérifiabilité et en les liant à la section « Notes et références ».
oikos International est une association internationale étudiante apolitique, non religieuse et à but non lucratif qui fédère 39 antennes locales (Local Chapters) réparties dans 20 pays et qui touche plus de 50 000 étudiants,.
Elle vise à promouvoir le développement durable auprès des décideurs de demain. Pour cela, elle sensibilise les étudiants des universités et des écoles de commerce aux enjeux du développement durable, notamment sur le plan économique et dans le monde des affaires. En pratique, oikos organise des conférences, des ateliers, des concours, des journées thématiques, des jeux de rôle, etc. La plupart de ces événements sont organisés au niveau local par les différents Chapters.

## Histoire
oikos a été créée en 1987 à l’initiative d’étudiants de l’université suisse de Saint-Gall, sous le nom de « oikos – Die umweltönomische Studenteninitiative an der Universität St. Gallen » (initiative étudiante pour une économie verte). Par son action de sensibilisation, notamment à travers des conférences et ateliers avec des universitaires et des représentants du monde de l’entreprise, oikos Saint-Gall a permis d’intégrer des dimensions écologiques et environnementales aux cours enseignés à l’université. oikos a également contribué à la création de nombreuses associations axées sur l’écologie comme l’ÖBU, l’association suisse des entreprises pour un management écologique ou l’Institut d’économie et d’écologie de l’université de Saint-Gall.
En 1990, la Fondation oikos pour l’économie et l’écologie est créée pour encourager la prise en compte de la dimension écologique dans l’enseignement et la recherche en économie. À partir de 1997, oikos élargit ses thèmes de prédilection aux problématiques sociales de l’économie et s’internationalise. En 1998, 5 Chapters créent la marque ombrelle « oikos International » qui doit regrouper tous les Chapters. oikos International, dont le siège est à Saint-Gall, doit coordonner et faciliter la communication entre les différentes antennes locales, les encourager dans leurs travaux et activités et réguler la création de nouveaux Chapters.
Depuis, de nombreux Chapters se sont créés, principalement en Europe. En 2006, sont créées les Spring Meeting (cf. plus bas) et les Fall Meeting (cf. plus bas) pour permettre aux représentants des différents Chapters du monde entier, d’oikos International et de la Fondation oikos de se rencontrer. oikos est actuellement présente dans une vingtaine de pays.

## Origine du nom
Oikos est un mot grec qui signifie à la fois écologie et économie. En grec ancien, oikos désigne la famille, le foyer, le ménage. Le terme « économie » dérive du mot grec ancien « οἰκονόμος » (oíkonomos), qui est la contraction de « οίκος » (oíkos) qui signifie « maison » / « ménage » et νόμος (nomos) qui signifie « loi ».
Le terme « écologie » dérive du mot grec ancien « οἰκο λόγος » (oíkonomos) qui est la contraction de οἶκος (oíkos) et de « λόγος » (logos) qui signifie « science » / « théorie ».

## Organisation
Le réseau oikos est organisé sur trois niveaux.
L’organe exécutif est oikos International siégeant à Saint-Gall. Il est dirigé par un Conseil d’administration, l'Executive Board, et dispose d’un conseil consultatif, l'International Advisory Council. Le président d’oikos International est élu tous les deux ans par les membres des Chapters suivant une procédure de vote approuvée par ces derniers, il préside l'Executive Board. L’International Advisory Council est composé de représentants du monde politique, du monde des affaires, d’ONG et d’organisations publiques. Le rôle principal de ce comité est de faciliter l’action de tout le réseau oikos, de faire se rencontrer les oikees et les représentants de la société civile et du monde des affaires.
Les principales activités d’oikos International comprennent l'organisation d'événements internationaux, de conférences, d’ateliers d'orientation et de coordination de l'ensemble du réseau. oikos International aident également les jeunes Chapters à se développer en les faisant bénéficier de son savoir-faire et en leur mettant à disposition du matériel.
Les Local Chapters constituent le second niveau de l’organisation d’oikos et sont à l’initiative des événements organisés et des actions menées par oikos International. Ils rassemblent des étudiants intéressés par la protection de l’environnement et la promotion du développement durable dans la pratique des affaires et de l’économie. Les Chapters organisent leurs événements indépendamment d’oikos International. Ces événements ont pour but de sensibiliser les étudiants des universités et des grandes écoles de commerce aux enjeux liés au développement durable.
Le dernier niveau de l’organisation d’oikos est la Fondation oikos pour l’économie et l’écologie. Elle vient en appui à oikos International sur les questions financières et institutionnelles. Elle est dirigée par le conseil de la Fondation et travaille étroitement avec l’Institut de l’économie et de l’environnement de l’université de St-Gall.

## Projets portés par oikos International
La plupart des projets d’oikos sont organisés à l’échelon local par les Chapters. Cependant, on recense un certain nombre de projets internationaux.

### Spring and Fall meetings
Ce sont les rencontres annuelles de l’ensemble des membres de tous les Chapters d’oikos. Le Spring Meeting a lieu chaque année au printemps et le Fall Meeting en automne, respectivement localisé dans la ville du Chapter organisant la rencontre. Les objectifs de ces réunions sont de partager les expériences relatives à la création de nouveaux projets, à la gestion du Chapter ainsi que de déterminer les futures étapes du développement et de la stratégie du réseau oikos. Chaque Spring ou Fall Meeting a un thème directeur. Cette rencontre annuelle est ponctuée de conférences d’experts privés et/ou publiques ainsi que d’ateliers organisés par les membres des Chapters eux-mêmes. Quelques exemples de Spring Meeting ayant déjà eu lieu : à Prague en mars 2011 sur le thème de l’architecture durable, à Barcelone en mars 2012 sur le thème de la mobilité durable.

### Winter School
C’est un événement international qui a lieu chaque année depuis 2004 auquel participent 20 à 30 personnes ayant un profil économique ou managérial. L'objectif principal de la Winter School est que chacun des participants ressorte de l’évènement avec un projet construit. Ainsi, des conférences, débats et ateliers sur le développement et la durabilité des projets y sont organisés. La Winter School 2012 a eu lieu dans la Ruhr, en Allemagne.

### Future Lab
Ce projet a été lancé en 2011 comme une plate-forme interactive pour les oikees, les alumni, les professeurs et les partenaires de l'organisation. L'objectif du Future Lab est d'aider à concevoir de nouvelles initiatives dans le domaine du développement durable et de favoriser leur mise en œuvre. Outre les débats profonds sur les idées de nouveaux projets, les réunions abordent l'impact d'oikos et identifie les opportunités de renforcement de l'organisation et de son influence dans le monde. Le Future Lab est organisé chaque année en novembre à Saint-Gall, en Suisse.

### Case Writing Competition
Ce projet a été lancé avec l’ONG Ashoka en 2003. L'objectif est de promouvoir la création de cas d’études d’entreprises sur les thématiques du développement durable et de l'entrepreneuriat social. Ces cas ont pour but d’être utilisés par les étudiants et les professeurs d'université. Tous les cas gagnants sont publiés en ligne sur le site d’oikos International après la compétition. Ce projet est également soutenu par la European Case Clearing House, Humanet et Caseplace.

### Young Scholars Academies
oikos a créé un certain nombre d'académies pour les doctorants et les étudiants d’universités dans le but de les aider dans la création de travaux scientifiques, le développement de projets mais aussi pour leur fournir un réseau de contacts universitaires. Il existe actuellement plusieurs académies des Young Scholars: l’Académie de l'entrepreneuriat, l’Académie économique, l’Académie de la Finance et de l’ISR, l’Académie de développement PNUD. Afin de participer à l'une de ces académies, les candidats doivent soumettre un article scientifique au jury. Les personnes retenues devront présenter leurs recherches lors de la réunion annuelle de l'Académie et participer à des tables rondes et conférences.

### oikos Student Awards
Chaque année oikos récompense des projets d’étudiants qui se sont distingués sur les sujets de la durabilité et de l'entrepreneuriat. Les projets doivent avoir un impact à long terme sur les programmes des établissements d'enseignement supérieur et / ou entrainer les campus vers une gestion plus durable. Outre une prime, les gagnants recevront une invitation à la Winter School pour y recevoir un soutien sur le développement de leur projet.

### PhD Fellowship Programme
Ce programme s'adresse à des doctorants qui souhaitent mener leurs recherches de thèse dans le domaine du développement durable et de l'économie à l'université de Saint-Gall. Les étudiants qui sont admis au programme doivent contribuer à la poursuite de l'intégration des questions de développement durable dans les programmes de l'université de Saint-Gall. Le programme est supervisé par le conseil consultatif d'oikos International. Les élèves qui ont été sélectionnés pour le programme reçoivent une bourse d'études pendant trois ans pour terminer leur doctorat.

### Project Development Fund
L’objectif de ce fonds est de soutenir financièrement les sections locales d’oikos dans la réalisation de leurs projets et de leurs nouvelles idées. Ce fonds est alimenté par des donations, fournies notamment par la GLS Bank, entreprise partenaire du réseau oikos.

## Antennes
- oikos Monrovia, Business College de l'université du Liberia
- oikos Penn (Philadelphie), université de Pennsylvanie
- oikos Dhaka, BRAC University & North South University
- oikos Ahmedabad, Centre for Environmental Planning and Technology
- oikos Chennai, université de Madras
- oikos Kolkata, Indian Institute of Management Calcutta
- oikos Bayreuth, université de Bayreuth
- oikos Cologne, université de Cologne
- oikos Clausthal-Zellerfeld, université de technologie de Clausthal
- oikos Hambourg, université de Hambourg
- oikos Constance, université de Constance
- oikos Lausanne, université de Lausanne
- oikos Leipzig, université de Leipzig
- oikos Lunebourg, université de Lunebourg
- oikos Paderborn
- oikos Tübingen, université Eberhard Karl de Tübingen
- oikos Witten/Herdecke, Witten/Herdecke University
- oikos Graz, université de Graz
- oikos Bruxelles, Institut catholique des hautes études commerciales
- oikos Barcelone, ESADE
- oikos Lille, EDHEC
- oikos Paris, ESSEC
- oikos Reims, Reims Management School
- oikos Budapest
- oikos Tbilisi, université d'État de Tbilissi
- oikos Maastricht, université de Maastricht  School of Business and Economics (UM)
- oikos Opole
- oikos Varsovie, École des hautes études commerciales de Varsovie
- oikos Prague, École supérieure d'économie de Prague / Université Charles de Prague, Faculté d'économie
- oikos Bratislava, université d'économie de Bratislava
- oikos Saint-Gall, université de Saint-Gall
- oikos Belfast, Queen's University Belfast (QUB)
- oikos Londres, London School of Economics (LSE)
- oikos New Castle, université de Newcastle
- oikos St Andrews, université de St Andrews